# Mokren, Sliven
Mokren (în bulgară Мокрен) este un sat în comuna Kotel, regiunea Sliven,  Bulgaria. 

## Demografie
Componența etnică a satului Mokren
     Bulgari (57,07%)
     Turci (3,88%)
     Romi (26,94%)
     Nicio identificare (12,1%)
La recensământul din 2011, populația satului Mokren era de 876 locuitori. Din punct de vedere etnic, majoritatea locuitorilor (57,07%) erau bulgari, existând și minorități de romi (26,94%) și turci (3,88%). Pentru 12,1% din locuitori nu este cunoscută apartenența etnică.